# Пејнци
Пејнци (Пејинци, Пењци) представљају род који обухвата неколико фамилија у селу Коретишту на Косову и Метохији. Представљају најбројнији род у селу Коретишту, али се осим у овом селу чланови рода налазе расељени по Србији и у иностранству. По свом предању и материјалним доказима основали су данашње село Коретиште крајем 18. века. Данас се у селу налази махала која носи назив Пејнска махала, као и чесма која се зове Пејнска чесма. Сви славе Светог Николу.

## Предање
По предању Пејнци потичу из Селца код Прилепа. Тамо је живело деветорица браће и једна сестра. По предању били су богати и имали воденицу ,,са девет камена". Када се сестра удавала, локални Турчин захтевао је од ње свадбарину. Када је дошао у кућу, браћа га убијају, јер је велика срамота била да Турчин спава са Српкињом. У тој борби са Турцима једном од браће, најстаријем  Стајку, бива одсечен перчин и због тога добија назив Куси, односно кратки. Куси Стајко се заједно са браћом Јовом и Вуксаном, у страху од обмазде сели и долази у другој половини 18. века (негде око 1790 године) на простор данашњег села Коретишта које је било напуштено, највероватније после Друге велике сеобе Срба 1739. године. Род тројице браће названи су Пејнци (највероватније име племена којим су се називали још у Македонији) или Кусистајковци, а са њима ново село оснивају Ђокинци, Ђуринци, Јовановци као и Пушканци који сви чине род Пејнаца. Остали родови касније долазе у село, а међу првима Ковачевићи са Перићима, затим Трпковци, Шоприћови, Отићи.

## Порекло
Порекло Пејнаца мора се сагледати из више углова. Неки извори потврђују предање овог рода док га други оповргавају.

### Писани извори
Од писаних извора најзначајније нам је записивање Атанасија Урошевића из 1929. године у делу ,,Горња Морава и Изморник". Сва остала касније писана дела ослањају се на његово. Он о Коретишту и Пејнцима пише следеће: ,,...Пејинци или Кусостајковци (17 кућа), Ђуринци (12 кућа) и Ђокинци (6 кућа). Сви славе Светог Николу. Овај је род постао од једног пасторка у роду Ковачевих, кога је као сина донела нека жена ,,вртенарка", ,,мечкарка" из Македоније....". Овај писани извор као веродостојан узимају и на њега се ослањају и Владимир Цветановић као и наставник биологије у ОШ у Врбовцу Станислав Ц. Којић.
Атанасије Урошевић у овом делу записао је предање по коме су Ковачеви основали село. За њих он у истом делу каже да 1929. године броје 17 кућа, и да су првобитно дошли у село Кметовце, из кога су отишли у Станишор а затим негде око 1650. насељавају Коретиште.
Међутим, овај запис већ сам по себи уводи забуну и сумњу у предање да су Ковачеви основали село јер за само 250 година од када по предању оснивају село до времена када Урошевић пише дело има дупло више потомака једног пасторка (Пејнци укупно 35 куће, без Пушканаца) него што је потомака једне целе породице која је наводно основала село (Ковачеви 17 кућа). Такође, навод да су основали село 1650. године не стоји, јер је тада још увек постојало старо село, које се спомиње још у турском дефтеру за Област Бранковића из друге половине 15. века, чији су се становници највероватније иселили током Великих сеоба Срба, тако да је мало вероватно да је 1650. године било ненасељено.
Забуну даље продубљује запис из 2013. године Станислава Ц. Којића који преноси детаљније ово предање Ковачева по причи Младена Ковачевића који каже да су Ковачеви пореклом из села Међани (општина Пријепоље) и да се одатле један брат населио у Селце (општина Прилеп) а онда се његови потомци враћају на Косово.  Он ни не помиње досељавање Ковачевића у село Кметовце, већ каже да су дошли на Косово 1600. године и да су основали село Прилепницу и дали му име по родном Прилепу. Ово усмено предање се показало као нетачно јер се Прилепница помиње још 1455. године под истим називом у турском дефтеру, а добила је име по тврђави Прилепац, родном месту великог кнеза Лазара Хребељановића.
У свом делу Станислав Ц. Којић још записује да се један од браће Ковачевих потурчио по доласку на Косово и основао село Малишево код Гњилана. С обзиром да је ова чињеница поткрепљена доказима поставља се питање зашто су се Ковачеви уопште селили из Прилепа, забрањивали удају сестре за Турчина и убијали Турке, ако су се убрзо потом турчили на Косову.
У свом делу ,,Гњилане" Атанасије Урошевић забележио је и следеће: ,,Тада су Катанићи досељени из изморничког села Коретишта (даљом старином од Васојевића) и Ковачевићи из суседног села Коретишта (даљом старином од Прилепа). Ово су били најстарији знатнији родови за првих педесет година од постанка садашњег Гњилана."  Катанићи, као једна од угледнијих породица у Гњилану били су кумови и крштавали управо Пејнце све до 1962. године када су због комунизма оставили кумство. Генетска истраживања показала су такође заједничко порекло Катанића (пореклом Васојевићи) и Пејнаца који носе хаплогрупу E-V13. Рекло би се да није случајно што су Катанићи били кумови Пејнцима, већ су вероватно знали да су пореклом из истог племена, а мало је вероватно да би угледни Катанићи били кумови потомцима мечкарке и вртенарке, како каже предање Ковачевих.
Зарија Р. Поповић у свом делу ,,Тамнине", спомиње Симиона Младеновића, по надимку Мона, и за њега каже да је био кум прослави Богојављања у Гњилану. У истој приповеци описује процес добијања кумства по коме су кумство могли да добију само богатији, добростојећи и угледни људи.
Осим поменутих, постоји и писани извор из 1912. године пре ослобођења од Турака који који преноси Ђорђе Микић и сведочи да су скоро сви Пејнци имали своја дворишта и своја имања, као и велики број Трпковаца, док су остали били получивчије тј. имали само своја дворишта а обрађивали земљу Турака или чивчије тј. они који немају своја дворишта ни имање већ живе на турском имању и обрађују турско имање. Тек након ослобођења и аграрне реформе чивчијске и получивчијске породице добијају имање Турака које су обрађивали.
Осим генетике и многобројни материјални докази као што је положај гробова, положај кућа у односу на стари пут, број старих чесама итд. такође оповргавају предање Ковачевих и записивање Атанасија Урошевића, а потврђују предање Пејнаца. Биће да су Ковачеви невешто преузели предање Пејнаца о досељавању из Прилепа и приказали као своје, а то искривљено предање Атанасије Урошевић записао, боравећи само пар сати у селу Коретишту.

### Материјални извори
Материјални извори који постоје потврђују предање Пејнаца да су они први који су се доселили и основали село.
Ово пре свега можемо сагледати на основу положаја гробова на сеоском гробљу у односу на стару цркву Пресвете Богородице,  у односу на топографски положај кућа и махала у селу, старих чесама,  као и  стари пут који је ишао до Гњилана из Новог Брда и Приштине, а на који се наслањала Пејнска и Ђуринска махала. Занимљиво је да распоред махала у селу прати и распоред и положај гробова на гробљу. Једни су од великих донатора цркве Светог Ђорђа у Станишору, што говори о њховом високом материјалном статусу.

#### Положај гробова
Гробље у селу Коретишту смештено је на брежуљку северозападно од села, а добило је 2004. године цркву Светог цара Константина и царице Јелене. Пре тога село је имало капелу, а на гробљу се налази увала и остаци цркве Пресвете Богородице. У односу на ову цркву гробови Пејнаца се налазе непосредно испред и поред цркве. Одмах поред улаза у цркву налази се гроб Кусог Стајка (Јовићи) и од њега бочно гробови браће му Вуксана (одакле се шире гробови Марковића, Филиповића, Стаменковића) и гроб најмлађег брата Јове (одакле се шире гробови Младеновића, Петровића, Димитријевића, Јоцића, Јовановића). Испред и испод Кусостајковаца налазе се гробови Ђокинаца. Иза гробова Кусостајковаца налазе се гробови Ђуринаца (Трајковића, Арсића, Стоиљковића, Цветковића, Перића, Марковића). Гробови Трпковаца налазе се иза Ђуринаца и испод Ђокинца. Југозападно од Кусостајковаца (Димитријевића) налазе се гробови Јовановаца, Трумпиних и Пушканаца. Испод ових гробова, практично на југозападном рубу гробља налазе се гробови Ковачевих.
Испред улаза у стару цркву налази се шљива испод које је гроб Кусог Стајка.
Положај гробова недвосмислено потврђује предање Пејнаца о томе да су се први доселили у село, јер су се сходно томе и први сахрањивали поред цркве и центрифугално се ширили од цркве, док су се остали родови сахрањивали око њих сходно времену досељавања.

#### Положај махала у односу на стари пут Приштина-Гњилане и Ново Брдо-Гњилане као и култ воде код Пејнаца
Поред села Коретишта у прошлости су се укурштала два важна пута, један је водио из Приштине а други из Новог Брда ка Гњилану и даље ка Цариграду. Ова два пута спајала су се непосредно изнад села. За тај пут важи да је био ширине 4 метра и поплочан крупним каменом, чији се остаци могу и данас наћи. Сељани овај пут још називају Царски друм или Горњи пут јер прелази преко западног обронка Гламе и спушта се у гњиланску котлину. Тодор П. Станковић у своме делу ,,Путне белешке по Старој Србији 1871-1898." описује ова два пута и наводи Коретиште као место које се налази на оба ова пута. Он детаљније описује пут из Приштине ка Гњилану и наводи да се пут из Брасељца пење 800м узбрдо а затим се све време спушта равницом ка Гњилану пролазећи поред Коретишта. Овај пут је био коришћен све до средине 20. века када је направљен колски пут који је и асфатиран седамдесетих година 20. века, а који се и данас користи.
У односу на Горњи пут, видимо да Пејнска и Ђуринска махала директно належу на њега. Ово нас наводи на закључак да је управо Пејнска махала била центар села у који се улазило директно са овог главног пута. Овај пут избија директно на 2 чесме Пејнску и Под врбе које се обе налазе у Пејнској махали. Око обе ове чесме налази се већи празан простор који се користио у сврху сеоског трга на коме се појила и доводила стока са пашњака. За преме верских празнка, пре свега Божића и Богојављања народ би се такође окупљао на овим сеоским трговима испред чесама. Ако се узме у обзир да се у оба предања, Пејнаца и Ковачевих, помиње воденица ,,са девет витала", очигледно да су само Пејнци одржали тај култ воде избијајући на три воде (чесме) - Пејнска, Под врбе и Млачина, док Ковачеви нису имали нити имају једну своју чесму (изузимајући Шарену чесму која је у центру села и служи свим махалама). Занимљиво је да Пејнска чесма има доводни канал изграђен од опеке (ћерамиде) што нам указује да на податак да је онај ко ју је изградио био богат и да је придавао значај води.
Посматрајући положај кућа Пејнске и Ђуринске махале које належу на Царски друм и налазе се измежу три чесме, стиче се закључак да су се становници ових махала први доселили, док су остали своје куће правили центрифугално од Пејнске махале ка периферији, што прати и положај гробова.   

### Генетички извори
Генетичка истраживања показала су да род Пејнаца носи хаплогрупу E-V13. Ова хаплогрупа стара је 10.000 година и настала је на Балкану. Ова хаплогрупа повезује се са античким илирским и трачким племенима. Поклапања Пејнаца у млађим подгрупама најближа су са племенима Кучи, Васојевићи, Пипери и Озринића али и племенима северне Албаније.
Још један од показатеља заједничког порекла ових родова је и прослава зимског Светог Николе. Томо П. Ораовац у свом делу ,,Арбанашко питање и српско право" наводи да је Свети Никола био крсна слава свих малисорских племена и можда свих племена северне Албаније, а обичај прославе им је остао још из периода када су били Срби, пре албанизације. Такође стара слава свих Куча је по Томи П. Ораовцу била зимски Свети Никола. Усмено предање неких малисорских племена (Мирдите, Шаље, Шоше), говори о њиховом насељавању у северну Албанију из предела Паштрика и области Тетова.
Занимљиво је, да се топоним Селце, понавља на описаним пределима, па тако имамо Селце код Прилепа, Селце код Тетова као и Селце у северној Албанији, баш између Куча и Малисора.  Биће да су сви ови родови део једног племена које је живело на простору пре свега Вардарске Македоније. Селећи се, својом миграторном рутом, преносили су своју генетику али и своје обичаје (као што је слава) и топониме (топоним Селце може се срести дуж целе миграторне руте).
Занимљиво је, такође, да је у антици на простору Вардарске Македоније постојало племе Пеонци или Пејонци (старогрчки записано Παίονες, прочитано Пејонес). Градови овог античког народа носе називе Бела Зора (између данашњег Свети Николе  и Велеса) који је био и престоница, затим Стене (данашњи град Демир Капија), Ситница итд. Индикације о заједничком пореклу ових родова дају и имена које срећемо у турском дефтеру из 1497. године, на пример у већ поменутом селу Селце у северној Албанији код Климената, а која гласе Раденко, Пејо, Вуксан, Јован, Коле, Петар а која можемо често сретати и у родослову Пејнаца.

## Однос са другим родовима
Брачне, кумовске и пријатељске везе Пејнаца са другим фамилијама у крају говоре нам да је овај род био поштован цењен и уважаван пре свега у самом селу а онда и у околини. То нам говори да су угледне породице добро знале порекло Пејнаца и зато их уважавале.

### Брачне везе
Од брачних веза у самом селу свакако најважнија је веза са породицом Николић. Родоначелник ове породице је Ђорђе Николић који је двадесетих година 20. века дошао из околине Медвеђе у Србији и откупио двориште (кулу) и део имања турског спахије који је у доба Турака држао спахилуке у селу. Двориште и имање је откупио у злату. Ђорђе Николић је био солунски ратник и у село је дошао са женом и петоро синова од којих је четворица било ожењено осим једног. За жену свог најмађег сина, Бранка Николића, узима Дубравку Младеновић, ћерку Гаврила Младеновића из рода Пејнаца. Гаврило Младеновић је од 1918. до 1955. године рата био сеоски кмет (председник сеоског одбора и представник у срезу града Гњилана).
Од брачних веза ван села најважнија је женидба сина Гаврила Младеновића, Живка, са Теодосијом Мартиновић из угледног рода Бајице - Мартиновићи, који су живели у селу Плавица испод тврђаве Новог Брда. Њен отац био је Данило Мартиновић, звани Дика, кога Зарија Р. Поповић описује у свом делу ,,Тамнине", као човека задуженог за реновирање и изградњу црке у Бостану, Ново Брдо.

### Кумовске везе са Катанићима
Катанићи су били једна од најстаријих породица у Гњилану. Родом су из братства Васојевића. У свом делу ,,Гњилане" Атанасије Урошевић забележио је и следеће: ,,Тада су Катанићи досељени из изморничког села Коретишта (даљом старином од Васојевића). Ово су били најстарији знатнији родови за првих педесет година од постанка садашњег Гњилана."  Они су све до 1962. године крштавали Пејнце када су оставили кумство због комунизма. Занимљиво је да поседују исту генетику са Пејнцима, хаплогрупу E-V13. Биће да су ова два рода знала да су старином пореклом од истог племена и да су међу најстаријима у крају те су своју везу хтели да очувају кумством у новом крају у који су досељени.

### Сукоб са Ковачевима о пореклу
Пејнци и Ковачеви имају слично предање о досељавању и оснивању села. Предање Ковачевих подупрто је записима Атанасија Урошевића. Предање Ковачевих записано је у више облика и то такво да изазива сумњу и забуну о својој тачности што смо боље обрадили у одељку ,,порекло - писани извори".  Генетички подаци и материјални докази као што је положај гробова, положај кућа и махала у селу у односу на стари пут, однос броја старих чесама у Пејнској и Ковачевој махали, затим однос других знаментих породица према Пејнцима, као и родословно стабло за 5 генерација дуже него код Ковачевих, потрврђују предање Пејнаца о томе да су се управо они први доселили и основали село.
Са друге стране Ковачева махала се налази на рубу села, удаљена од пута и без чесми, што не подржава њихово предање да су се први доселили и основали село. Међутим, то је и разумљиво јер се ковачка радионица обично и налазила на крају села, а посао ковача, што и они сами признају а Атанасије Урошевић записује да су до 1890. обављали. Овај посао обављали су најчешће Цигани, посебно у 17. и 18. веку, чије се махале и налазе на крају села. У цитираном раду се наводи и следеће: ,,Цигани муслеми су у XV и XVI веку били, у односу на друге Цигане, посебна категорија са наслеђеним правима пореских привилегија озакоњеним у време владавине Мехмеда II Освајача. У једном недатираном берату о таксама које плаћају Туркмени и Цигани у Румелији наводи се: „Цигани који се користе у тврђавама или као ковачи ослобођени су харача ако поседују диплому султана или писмо беглербега‘‘. (Петровић, Ђ., 1976)." Такође, Бранислав Нушић, у свом делу ,,Косово - опис земље и народа", при набрајању заната на Косову каже следеће: ,,Ковачи су искључиво Цигани". Што можда објашњава предање Ковачевих и запис Станислава Ц. Којића да се један од њихове браће при досељавању потурчио и да од њега воде порекло Албанци у селу Малишеву код Гњилана.
Ако узмемо у обзир све ове податке насељавање Ковачевих можемо тражити негде око 1830. године након великог пожара у Гњилану, када долази до насељавања великог броја Цигана у долину реке Добруше, што забележава и сам А. Урошевић, и наводи их као једну од породица у Гњилану, сада већ српских (1932. године). Зато не изненађује ни податак из 1912. године (пре ослобођења Косова) записаног од стране ђакона СПЦа Петра  Лазића, које нам преноси Ђорђе Микић  , да у селу има 66 породица од којих 41 има своје куће и имања које обрађује (од тога само 4-5 породица ковачевих), 9 получивчијских - имали своје куће али обрађивали туђа имања (нико из рода Коваћевих) и 16 чивчијских породица - које немају своја имања и немају своје дворишта већ живе на имању Турака код којих су чивчије, за које можемо закључити да су већином Ковачеви јер их је било више од 5 породица, а број од 16 породица се поклапа и са бројем кућа које је А. Урошевић забележио 1929. године (17 кућа).
Познато је да су Турци 1750. почели са насељавањем и формирањем Гњилана које би служило као противтежа Новом Брду и српском живљу. С обзиром да су имали посебне привилегије као ковачи под Турцима, биће да су их Турци населили из својих потреба те да су им ови били чивчије до ослобођења 1912. године. Највероватније су са одласком Турака они само наставили да обрађују земљу на којој су били чивчије тако да су се њивама нашли поред Пејнаца који су већ од раније имали своју земљу и обрађивали је. Није ни чудо да се данас Ограђа (турска ограђена њива) налази у њиховом поседу и да је део Ковачеве махале која се на западу пружа до речице Добруше. То би објаснило и предање које нам преноси Младен К. у запису С.Ц. Којића да се њихоб најдаљи предак за кога знају звао Угрин.

## Порекло имена Пејнаца
По предању име долази од родоначелника Пеје, али се његов долазак не спомиње из Прилепа тако да није сигурно да ли је он постојао, већ је то представа митског архонта и оца племена. Највероватније су селећи се из Прилепа задржали име племена коме су припадали у Вардарској Македонији, а које се звало Пејнци и управо су то име пренели на Косово и одржали у тој новој изолованој средини.
Занимљиво је такође да је у антици на простору Вардарске Македоније постојало племе Пеонци или Пејонци (старогрчки записано Παίονες, прочитано Пејонес). Градови овог античког народа носе називе Бела Зора (између данашњих градова Велес и Свети Никола) који је био и престоница, затим Стене (данашњи град Демир Капија), Ситница итд.  Пејнци су вероватно припадали овом античком народу и селећи се задржали су старо име племена, док се тек у новом крају деле на Кусостајковце, Ђуринце, Ђокинце и Пушканце по именима предака који су населили село. Овом античком племену су вероватно припадала и братства са којима Пејнци деле заједничку генетску хаплогрупу, а о чему је више писано у одељку генетика. По грчкој митологији овај антички народ добио је име по Пејону тј. Пеји (старогрчки Παιων), који је био лекар богова, слично предању Пејнаца који су добили име по Пеји (отуд закључак да то није лично име појединца већ су они само задржали име старог племена и пренели то предање о митском архонту Пеји по коме је племе из кога су потицали добило име, а временом се то предање претворило у предање о Пеји као појединцу и оцу Кусог Стајка, Вуксана и Јове по коме је род добио име).
Континуитет народа и слављења Пејона однсно Пеје видимо у народним песмама које је записао Милош Милојевић на простору Македоније. У њима се описује Челник Пејо, очигледно архонт овог народа по коме су добили име као што нам каже и грчка митологија, који је по потреби народа овчар или хајдук, а своје овце води од Шар планине до Солуна, што и описује простор на коме живи овај народ.  Такође, и само име Пејо среће се код потомака овог народа и у Македонији, али и расељених у северној Албанији. Тако срећемо име Пејо у месту Селце у Северној Албанији у албанизованом племену Клименти пописано у турском дефтеру из 1457. године, али га срећемо и у Селцу код Прилепа у облику Пејко пописано у турском дефтеру из 1568. године. Можемо видети да се име митског хероја преноси и на лична имена појединца, па се не може искључити и постојање оца овог рода под именом Пеја. 

## Родослов
Представљени родослови представљају родослове Кусостајковаца и то скраћених у одређеној мери и то због непознавања имена одређених потомака као и непоседовања родослова Ђуринаца, Ђокинаца и Пушканаца од стране аутора странице. Надамо се да ће они који буду читали страницу дати свој допринос и употпунити нас адекватним информацијама.
- Родословно стабло потомака Кусог Стајка
- Родословно стабло потомака Вуксана
- Родословно стабло потомака Јове

## Галерија
- Фреска Евангелисте Марка коју је донирао Јован Младеновић цркви Светог Ђорђа у Станишору
- Фреска Апостола Томе коју је донирао Коста Младеновић цркви Светог Ђорђа у Станишору
- Фреска Светог Ђорђа који убија аждају у цркви Светог Ђорђа у Станишору
- Гробно место у костурници српског гробља на Зејтинлику за поднаредника Косту Младенвића, погинулог у пробоју Солунског фронта који ће одлучити исход Првог светског рата
- Гроб Јове из рода Пејнаца на сеоском гробљу у Коретишту, једног од тројице браће који су основали село Коретиште
- Мушка народна ношња Пејнаца
- Одевање невесте
- Живко Младеновић води свог унука Драгана Младеновића, уједно последњег Пејнца кога су крстили Катанићи другом половином 20. века
- Приказ Бисе Младеновић у народној ношњи свекрве

## Познати Пејнци
- Младен син Стојка (1835 - 1883), турски кадија
- Гаврило Младеновић (1876 - 1956); сеоски кмет у време Краљевине СХС и Краљевине Југославије, председник црквеног одбора села;
- Крста и Марко Младеновић, погинули у Првом светском рату, гроб Крсте Младеновића налази се у костурници на Зејтинлику што значи да је погинуо у пробоју Солунског фронта;
- Бошко Јовић (1901 - 1995), син Станимира, први трговац и власник дућана у селу;
- Симион Младеновић (1898 - 1950), син Петра, први лекар-болничар из села, радио у болници у Гњилану;
- Риста Јоцић (1913 - 1992), син Николе, први комесар партијске ћелије у селу, потпредседник среског комитета и истакнути члан КПЈ-а;
- Јован Младеновић (1920 - 1997), син Младена, потомци су Петровић (живе у Прћиловици, Алексинац), одликовани првоборац НОБ-а, одликован медаљама за храброст и за заслуге народа, борио се у Албанији и био у заробљеништву на Силицији, партизанско име Ћоса;
- Миодраг - Драге Младеновић (1925 - 2004), син Божидара, након Гаврила председник црквеног одбора у селу у чијем мандату је завршена црква Св Цара Константина и Царице Јелене. Присталица Равногорског покрета, један од оснивача СПО-а у гњиланском крају, један од оснивача Српског националног већа Косова и Метохије;
- Милутин Јовић (1937 - 2016), син Бошка, први учитељ из села;
- Ратомир Јоцић (1946 - ), син Ристе, професор историје у Крагујевцу;
- Риста Ђекић (1946 - 2018), економиста, јавни и културни радник града Гњилана;
- Светозар Зарко Ђекић (1949 - ), учитељ у селу;
- Звонимир Недељковић (1947 - ), археолог, живи у Суботици;
- Слободан Младеновић (1940 - 2019), син Божидара, свештеник;
- Ђорђе Трајковић (1960 -  ), син Миодрага, свештеник на служби у Минхену;
- Зоран Филиповић (1963 - ), син Илије, свештеник на служби у Бабином Мосту;
- Слободан Младеновић (1965 - ), син Љубише, пуковник Војске Србије, живи у Нишу;
- Светозар Тоза Васић (1965 - ), син Славка Пушканског, наставник физике, један од оснивача СПО-а у гњиланском крају, један од оснивача Српског националног већа Косова и Метохије, директор ОШ ,,Борислав Станковић" у Коретишту 2001-2005.;
- Небојша Младеновић (1974-), син Раденка Гавиног, доктор медицине, специјалиста психијатрије, један од оснивача СПО-а у гњиланском крају, један од оснивача Српског националног већа Косова и Метохије, председник сеоског одбора и одборник у Скупштини града Гњилана у периоду од 2000. до 2004. године, од 2015. године живи у Земуну;
- Добривоје Младеновић (1977 - ), син Раденка Гавиног, правник, један од оснивача СПО-а у гњиланском крају, један од оснивача општинског одбора ДС-а, координатор општине Качаник у периоду 2002-2005, координатор општине Штимље 2006-2008.